# Evolution (álbum de Sabrina Carpenter)
Evolution (estilizado como EVOLution) es el segundo álbum de estudio de la cantante estadounidense Sabrina Carpenter, publicado el 14 de octubre de 2016 por Hollywood Records. Carpenter comenzó a grabar el álbum en 2015, poco después del lanzamiento de su primer álbum de estudio, Eyes Wide Open hasta 2016. Musicalmente, Evolution es un disco de dance-pop, que se aleja del sonido folk-pop y teen pop de su predecesor.
El álbum recibió críticas positivas del crítica musical, comercialmente el álbum debutó en el número 28 del Billboard 200 de Estados Unidos y vendió 11.500 copias en su primera semana.
«On Purpose» fue lanzado como el sencillo principal de Evolution el 29 de julio de 2016. Le siguieron los sencillos promocionales «All We Have Is Love» y «Run and Hide» poco antes del lanzamiento del álbum. «Thumbs» fue el segundo y último sencillo del álbum. El álbum se promocionó con varias apariciones y actuaciones. Para promocionar aún más el álbum, Carpenter se embarcó en su primera gira de conciertos, Evolution Tour, en otoño, así como en The De-Tour durante el verano.

## Sencillos
El sencillo principal del álbum, «On Purpose», se lanzó el 29 de julio de 2016. «Thumbs» impactó en la Top 40 radio como segundo sencillo del álbum el 3 de enero de 2017.

### Sencillos promocionales
El álbum se puso a la venta para pre-orden y el primer sencillo promocional, titulado «All We Have Is Love», se publicó el 23 de septiembre de 2016. «Run and Hide» fue lanzado como segundo sencillo promocional el 30 de septiembre de 2016.

## Gira
Carpenter se embarcó en la gira Evolution Tour por Estados Unidos para promocionar el álbum. Arrancó el 18 de octubre y finalizó el 13 de diciembre. Le siguió otra llamada The De-Tour, en la que recorrió tanto América como Canadá durante el verano, contando con Alex Aiono y New Hope Club como invitados especiales.

## Crítica
Evolution recibió críticas positivas, y los críticos elogiaron la madurez y el crecimiento de Carpenter en comparación con su álbum debut. Christine M. Sellers, de The Celebrity Cafe, escribió que Carpenter «demuestra que no es sólo otra niña mimada de Disney en plena transición a la adolescencia» y que el álbum «muestra el crecimiento de Carpenter como compositora y vocalista». Brittany Goldfield Rodrigues de Andpop dio al álbum 3,8 pulgares arriba, diciendo que «con Evolution, Sabrina está mostrando un lado musical maduro, dispuesta a experimentar con ritmos tecno, letras y lo que puede hacer vocalmente. Ofrece una interesante visión indie pero sintetizada de la música pop, y ha encontrado claramente un sonido único en el que brilla, que la separa del resto». Matt Collar de AllMusic le dio al álbum una calificación de 3. 5 sobre 5, destacando su sonido dance-pop y describiéndolo como una «mezcla de sentida balada acústica, R&B-influenciado pop, e himnos orientados al dance».

## Rendimiento comercial
Evolution debutó en el número 28 de la lista estadounidense Billboard 200 y vendió 11.500 copias en su primera semana.

## Lista de canciones
| Canciones de Evolution |                         |               |          |  |
| N.º                    | Título                  | Productor(es) | Duración |  |
| 1.                     | «On Purpose»            | Zmishlany     | 3:58     |  |
| 2.                     | «Feels Like Loneliness» | Zmishlany     | 3:20     |  |
| 3.                     | «Thumbs»                | Mac           | 3:36     |  |
| 4.                     | «No Words»              | Zmishlany     | 3:32     |  |
| 5.                     | «Run and Hide»          | Robbins       | 3:29     |  |
| 6.                     | «Mirage»                | Ogren         | 3:25     |  |
| 7.                     | «Don't Want It Back»    | Persaud       | 3:01     |  |
| 8.                     | «Shadows»               | Persaud       | 2:52     |  |
| 9.                     | «Space»                 | Daylight      | 3:06     |  |
| 10.                    | «All We Have Is Love»   | Nonfiction    | 3:02     |  |
| 33:21                  |                         |               |          |  |

## Créditos y personal
Créditos adaptados de las notas de Evolution.

### Grabación, diseño, mezcla y martirizado
- Santa Mónica, California (UMPG Studios)
- North Hollywood, California (Sphere Studios)
- Londres, Reino Unido.
- Hollywood, California (Loews Hollywood Hotel)
- Los Ángeles, California (Blueprint Studios, Roxstone Studios, Faculty Studios, Kite Music Productions, Sonic Element Studio)
- New York City (Sterling Sound)

### Músicos y producción
- Sabrina Carpenter - voz (todas las pistas); coros (10)
- Ido Zmishlany - producción, ingeniería (1, 2, 4); ingeniería vocal adicional (1); mezcla (4)
- Nolan Wescott - piano, ingeniería vocal (1)
- Serban Ghenea - mezcla (1)
- Erik Madrid - mezcla (2, 5, 6, 7, 8, 9)
- Jorge Gutierrez - asistente de mezcla (2, 5, 6, 7, 8, 9)
- Steve Mac - producción (3)
- Priscilla Renea - coros (3)
- Chris Laws - ingeniería (3)
- Dan Pursey - ingeniería (3)
- Mitch Allan - voz principal grabación (3)
- Phil Tan - mezcla (3)
- Jimmy Robbins - producción, ingeniería (5)
- Ryan Ogren - producción, ingeniería, guitarra, sintetizador, bajo, programación, coros (6)
- Halatrax - producción, ingeniería, programación, coros (6)
- Nick Bailey - coros (6)
- Rob Persaud - producción, ingeniería (7, 8)
- DJ Daylight - producción, ingeniería (9)
- Afshin Salmani - producción, ingeniería, mezcla, coros (10)
- Josh Cumbee - producción, ingeniería, mezcla, coros (10)
- Chris Gehringer - masterización (todas las pistas)

### Diseño
- David Snow - dirección creativa
- Anabel Sinn - dirección artística, diseño
- Harper Smith - fotografía

## Posiciones
| Lista (2016)                           | Mejor posición |
| -------------------------------------- | -------------- |
| Australia (ARIA)                       | 44             |
| Bélgica (Ultratop flamenca)            | 181            |
| Canadá (Billboard Canadian Albums)     | 84             |
| Países Bajos (MegaCharts)              | 171            |
| Francia (SNEP)                         | 96             |
| Irlanda (IRMA)                         | 98             |
| Nueva Zelanda (RMNZ)                   | 4              |
| Reino Unido (UK Download Albums) (OCC) | 46             |
| Estados Unidos (Billboard 200)         | 28             |